# Леоно-Либерийски възвишения
Леоно-Либерийските възвишения са нископланинска система в Западна Африка, представляващи западната част на Северногвинейските възвишения, разположени са на територията на Гвинея,  Либерия, Сиера Леоне и Кот д'Ивоар. Простират се от северозапад на югоизток, като чрез редица отстъпи се спускат на югозапад към крайбрежната низина на Атлантическия океан, а на север полегато се понижават към вътрешността на континента. Изградени са от докамбрийски гранити, гнайси, кристалинни шисти и кварцити, пронизани от интрузии от основни скали. Над платообразната, слабохълмиста повърхност на възвишенията със средна надморска височина 500 – 800 m стръмно се издигат многочислени куполовидни островни масиви и планински ридове, състоящи се от твърди скали. Най-големи височини достигат върховете Бинтумани (1948 m, на територията на Сиера Леони) и Нимба (1752 m). От тях води началото си голямата африканска река Нигер, няколко нейни протока и множество други реки, спускащи се към Атлантическия океан. Обилно овлажнените югоизточни склонове на Леоно-Либерийските възвишения са покрити с гъсти, влажни, вечнозелени гори, а противоположните по-сухи склонове – от високотревисти савани с отделни „острови“ от листопадно-вечнозелени и редки листопадни саванни гори. Недрата на възвишенията са богати на полезни изкопаеми: желязна руда, злато, диаманти, боксити.